# Fort Duquesne

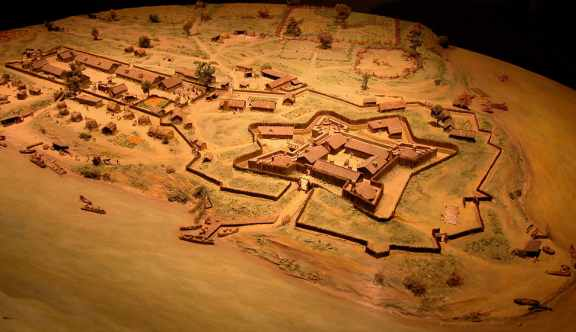
Fort Duquesne 1754

Fort Duquesne fue el nombre que recibió el asentamiento francés cerca del río Monongahela, que más tarde se convertiría en Pittsburgh, en el estado de Pensilvania, Estados Unidos. Se estableció en 1754.
Fort Duquesne sufrió numerosos asaltos británicos y fue definitivamente ocupado en 1758, poco antes de la guerra de los siete años. Los oficiales franceses que lo defendían decidieron destruir el fuerte, ya que se trataba de una posición sumamente estratégica.

## Historia del fuerte

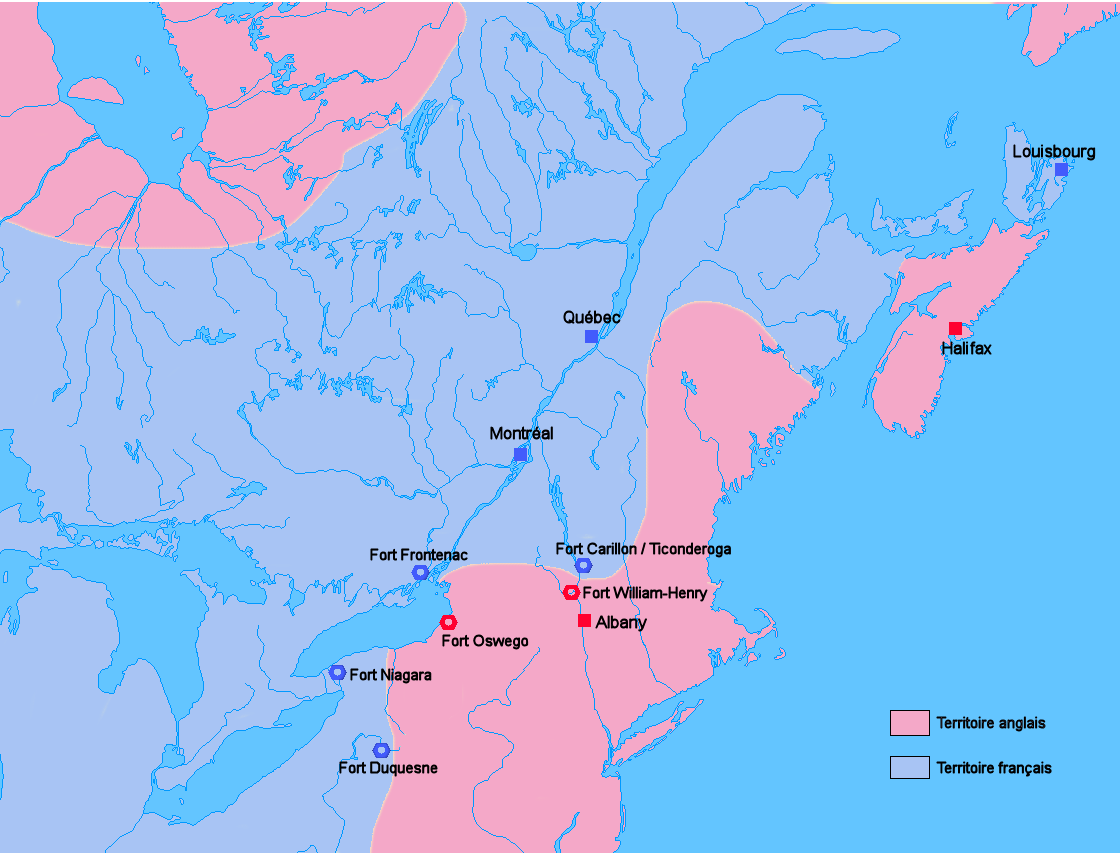
Mapa de las posiciones francesas e inglesas justo antes de la guerra de Siete Años.

En 1755 el general Edward Braddock encabeza una expedición para conquistar todas las plazas al lado este del río Ohio siguiendo órdenes del gobernador de Virginia. Entre sus filas estaba Horatio Gates, futuro general de la guerra de independencia de los Estados Unidos. En la primavera de 1755 llegan a Fort Duquesne y asaltan la plaza habitada por una guarnición franco-canadiense apoyada por algunos indios. En esa ocasión la fortaleza consigue resistir al asalto. 
Sin embargo, el fuerte será tomado más adelante ya durante la guerra de los siete años. Los ingleses destruyeron el fuerte y en su lugar levantaron otro llamado Fort Pitt, en honor al primer ministro británico William Pitt, que más adelante se convertiría en la ciudad de Pittsburgh.
El lugar donde se encontraba el antiguo fuerte se llama hoy en día The Point.